# 藤元政信
藤元 政信（ふじもと まさのぶ、1914年（大正3年）9月20日 - 1998年（平成10年）8月5日）は、昭和期の労働運動家、政治家。東京都武蔵野市の第3代市長。

## 経歴
富山県東礪波郡利賀村栗当（現南砺市）に生まれた。1931年（昭和6年）家出して上京し、政治家の書生を希望したが果たせず、洋服問屋に勤めた。1938年（昭和13年）中島飛行機へ入社し武蔵製作所に勤務、武蔵野町民となる。1945年（昭和20年）早稲田高等工学校機械工学科を卒業。1951年（昭和26年）富士重工業（現SUBARU）の労働組合執行委員長に就任する。1954年（昭和29年）日本社会党武蔵野支部書記長となる。
1955年（昭和30年）4月に社会党公認で武蔵野市議会議員に立候補、1963年（昭和38年）10月まで3期務める（3期目は6ヶ月間）。1963年（昭和38年）11月から武蔵野市の助役に選任され、1979年（昭和54年）3月まで務める。1979年（昭和54年）4月の武蔵野市長選挙に革新系無所属（社会党・共産党・社民連・革自連推薦）で立候補し初当選、同年5月から1983年（昭和58年）4月まで1期4年務めた。再選を目指し社会党・共産党推薦で出馬した同年の武蔵野市長選挙では、職員の高額退職金問題を批判されて落選、保守系無所属（自民党・新自由クラブ推薦）の土屋正忠に市長の座を譲った。市議会議員・助役・市長と28年間に渡って武蔵野市政に携わった。
市長在任中、住民参加によるゴミ中間処理施設である武蔵野クリーンセンターの建設を推進した。前任者の後藤喜八郎が「ゴミ処理施設のような迷惑施設建設は市民参加にそぐわない」とし、武蔵野市営プール地を建設場所としたが住民の反対が強かった。藤元市政ではゴミ処理施設においても徹底的な住民参加を試み、クリーンセンター建設特別市民委員会を発足させ、4つの建設候補地から最終的に市営総合グランドの南半分をクリーンセンター建設用地として決定し、1984年（昭和59年）10月には稼働を始めた。
その他、後藤市政以降3代の市長に渡ったコミュニティセンターの建設や武蔵野芸能劇場・旧市庁舎跡への市民文化会館建設計画の策定、青少年の野外活動施設として長野県南佐久郡川上村に少年自然の村を開村、八幡町に障害者福祉センターを完成、武蔵野市福祉公社を全国に先駆けて発足させ在宅福祉の充実を図った。
1987年（昭和62年）11月、勲4等瑞宝章を受章した。1998年（平成10年）8月5日9時10分、肺炎のため83歳で死去。